# Урман (Іглінський район)
Урма́н (рос. Урман, башк. Урман) — село (колишнє смт) у складі Іглінського району Башкортостану, Росія. Адміністративний центр та єдиний населений пункт Урманської сільської ради.
Населення — 2899 осіб (2010; 2504 в 2002).